# Reprezentacja Czech w piłce siatkowej mężczyzn
Reprezentacja Czech w piłce siatkowej mężczyzn – zespół siatkarski, biorący udział w imieniu Czech w meczach i sportowych imprezach międzynarodowych, powoływany przez selekcjonera, w którym mogą występować wyłącznie zawodnicy posiadający obywatelstwo czeskie. Za jego funkcjonowanie odpowiedzialny jest Czeski Związek Piłki Siatkowej.
Obecna reprezentacja powstała po rozpadzie Czechosłowacji w 1993 roku. Od tego czasu trzykrotnie grała w mistrzostwach świata i sześciokrotnie w mistrzostwach Europy. Nigdy nie awansowała do turnieju olimpijskiego. W 2003 roku została zaproszona przez FIVB do uczestnictwa w Lidze Światowej. Ostatecznie zajęła w niej czwarte miejsce. Brała udział w trzech edycjach Ligi Europejskiej (w 2004 roku odniosła zwycięstwo).
Czeska drużyna jest spadkobiercą czechosłowackiej reprezentacji, która szczególnie w latach 50., 60. i 70. zdobywała wiele laurów.

## Skład reprezentacji Czech naMistrzostwa Europy 2023[2]
| Nr | Imię i nazwisko    | Data urodzenia | Wzrost | Pozycja      | Klub (Sezon 2023/2024)        |
| 2  | Jan Hadrava        | 03.06.1991     | 199 cm | atakujący    | Galatasaray Stambuł           |
| 3  | Daniel Pfeffer     | 27.04.1990     | 184 cm | libero       | VK ČEZ Karlovarsko            |
| 4  | Donovan Džavoronok | 23.07.1997     | 202 cm | przyjmujący  | Rana Werona                   |
| 5  | Adam Zajíček       | 25.02.1993     | 201 cm | środkowy     | Kladno volejbal.cz            |
| 6  | Milan Monik        | 15.03.1988     | 190 cm | libero       | VK Lvi Praha                  |
| 7  | Oliver Sedlacek    | 27.04.1998     | 201 cm | środkowy     | VK Jihostroj České Budějovice |
| 8  | Lukáš Trojanowicz  | 04.07.2000     | 199 cm | środkowy     | VK Dukla Liberec              |
| 9  | Luboš Bartůněk     | 24.05.1990     | 190 cm | rozgrywający | Kaposvári Röplabda SE         |
| 10 | Jan Svoboda        | 30.07.2000     | 193 cm | przyjmujący  | Aero Odolena Voda             |
| 11 | Lukáš Vašina       | 06.07.1999     | 197 cm | przyjmujący  | GKS Katowice                  |
| 12 | Martin Licek       | 05.01.1995     | 197 cm | rozgrywający | Sporting CP                   |
| 13 | Jan Galabov        | 12.06.1996     | 193 cm | przyjmujący  | Sporting CP                   |
| 14 | Daniel Čech        | 06.04.1997     | 198 cm | przyjmujący  | VK Lvi Praha                  |
| 15 | Adam Bartoš        | 27.04.1992     | 198 cm | przyjmujący  | Greenyard Maaseik             |
| 16 | Jiří Srb           | 10.06.2000     | 191 cm | rozgrywający | VK Benátky nad Jizerou        |
| 17 | Marek Šotola       | 05.11.1999     | 206 cm | atakujący    | Berlin Recycling Volleys      |
| 18 | Jakub Janouch      | 13.06.1990     | 194 cm | rozgrywający | VK Lvi Praha                  |
| 19 | Michael Kovařík    | 19.11.1996     | 190 cm | libero       | VK Jihostroj České Budějovice |
| 20 | Petr Špulák        | 01.05.2002     | 198 cm | środkowy     | SWD powervolleys Düren        |
| 21 | Šimon Bryknar      | 12.09.2003     | 190 cm | rozgrywający | VK Dukla Liberec              |
| 22 | Jakub Klajmon      | 20.02.2003     | 198 cm | środkowy     | Tours VB                      |
| 23 | Patrik Indra       | 08.12.1997     | 200 cm | atakujący    | Chaumont VB 52 Haute-Marne    |
| 25 | Josef Polák        | 11.02.1999     | 202 cm | środkowy     | Greenyard Maaseik             |
| 26 | David Kollator     | 15.01.2003     | 197 cm | atakujący    | VK Lvi Praha                  |

## Trenerzy[3]
| Lata      | Imię i nazwisko      |
| --------- | -------------------- |
| 1993-1994 | Milan Žák            |
| 1994-1995 | Petr Kop             |
| 1996-1998 | Miroslav Nekola      |
| 1999-2000 | Pavel Třešňák        |
| 2000-2001 | Zdeněk Haník         |
| 2001-2003 | Julio Velasco        |
| 2003-2005 | Pavel Řeřábek        |
| 2005      | Laurent Tillie       |
| 2006      | Igor Prieložný       |
| 2006-2009 | Zdeněk Haník         |
| 2009-2011 | Jan Svoboda          |
| 2012-2013 | Stewart Bernard      |
| 2013-2015 | Zdeněk Šmejkal       |
| 2016-2017 | Miguel Ángel Falasca |
| 2017-2020 | Michal Nekola        |
| 2020-     | Jiří Novák           |

## Rozgrywki międzynarodowe
Mistrzostwa Świata:
- 1994 – nie zakwalifikowali się
- 1998 – 21. miejsce
- 2002 – 13. miejsce
- 2006 – 13. miejsce
- 2010 – 10. miejsce
- 2014 – nie zakwalifikowali się
- 2018 – nie zakwalifikowali się
- 2022 – nie zakwalifikowali się

Mistrzostwa Europy:
- 1995 – 9. miejsce
- 1997 – 6. miejsce
- 1999 – 4. miejsce
- 2001 – 4. miejsce
- 2003 – 9. miejsce
- 2005 – 9. miejsce
- 2009 – 16. miejsce
- 2011 – 10. miejsce
- 2013 – 16. miejsce
- 2015 – 13. miejsce
- 2017 – 8. miejsce
- 2019 – 13. miejsce
- 2021 – 8. miejsce
- 2023 – 11. miejsce

Liga Światowa:
- 2003 – 4. miejsce
- 2014 – 17. miejsce
- 2015 – 16. miejsce
- 2016 – 18. miejsce
- 2017 – 20. miejsce

Liga Europejska:
- 2004 –  1. miejsce
- 2005 – 7. miejsce
- 2007 – 9. miejsce
- 2012 – 5. miejsce
- 2013 –  3. miejsce
- 2018 –  2. miejsce
- 2019 – 8. miejsce
- 2021 – 6. miejsce
- 2022 –  1. miejsce[4]
- 2023 – 4. miejsce
- 2024 –  3. miejsce[5]
- 2025 –  2. miejsce[6]